# آنسالدو ای. ۱۲۰
آنسالدو ای. ۱۲۰ (به انگلیسی: Ansaldo_A.120) یک هواگرد ملخ‌پیشین تک‌موتوره از نوع شناسایی ساخت شرکت Ansaldo است. هواگرد آنسالدو ای. ۱۲۰ نخستین پروازش را در ۱۹۲۵ میلادی انجام داد. در مجموع، تعداد ۷۷ فروند از این هواگرد ساخته شده‌است.